# Мазіо
Мазіо (італ. Masio, п'єм. Mas) — муніципалітет в Італії, у регіоні П'ємонт,  провінція Алессандрія.
Мазіо розташоване на відстані близько 470 км на північний захід від Рима, 60 км на схід від Турина, 18 км на захід від Алессандрії.
Населення — 1423 особи (2014).
Щорічний фестиваль відбувається 22 липня. Покровитель — Santa Maria Maddalena.

## Демографія
Населення за роками:

Станом на 1 січня 2023 року в муніципалітеті офіційно проживало 79 іноземців з 11 країн, серед них 44 громадяни країн Євросоюзу.

## Сусідні муніципалітети
- Черро-Танаро
- Кортільйоне
- Феліццано
- Інчиза-Скапаччино
- Овільйо
- Куаттордіо
- Роккетта-Танаро

## Галерея

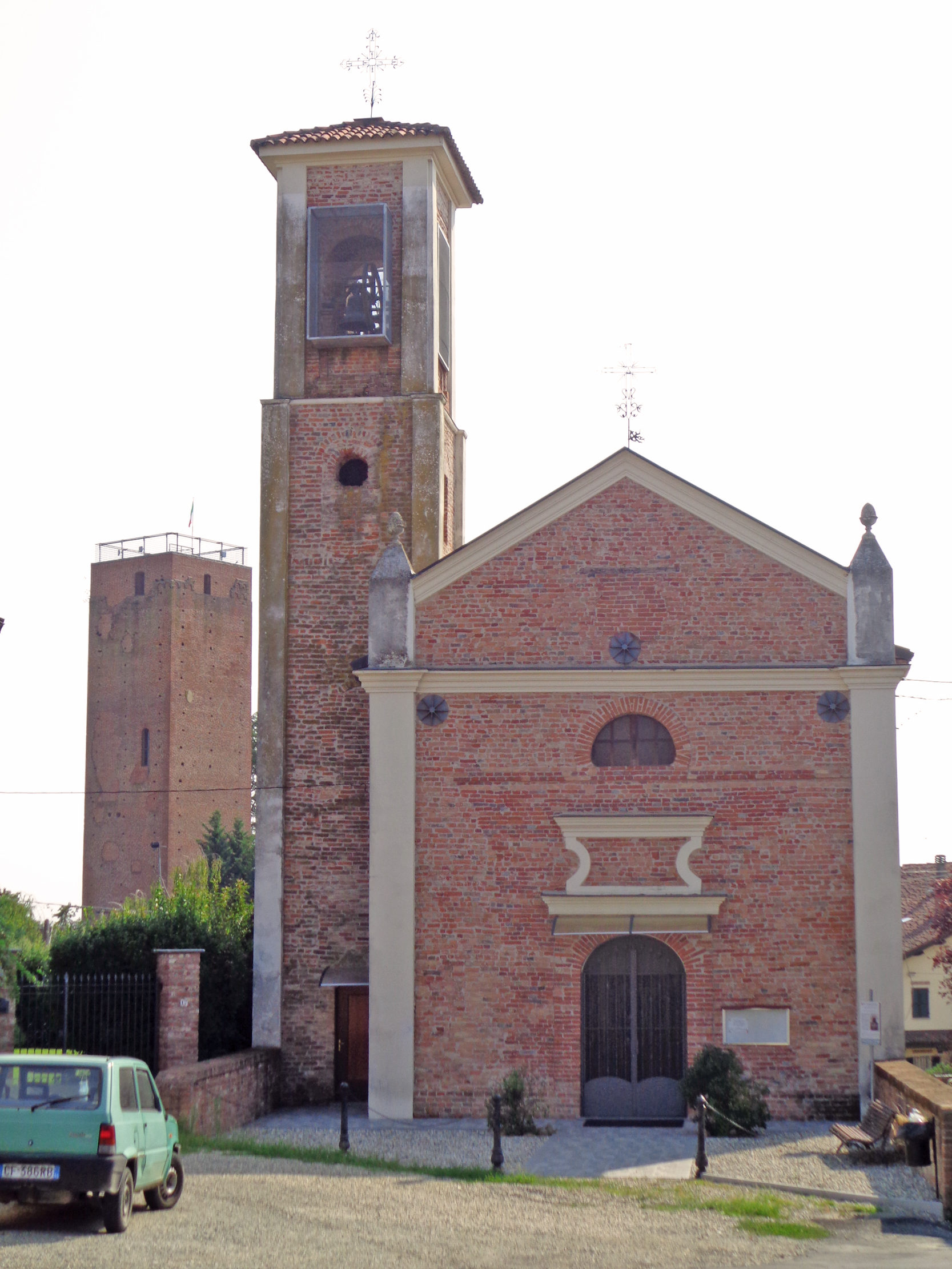
Вежа і церква Маддалени
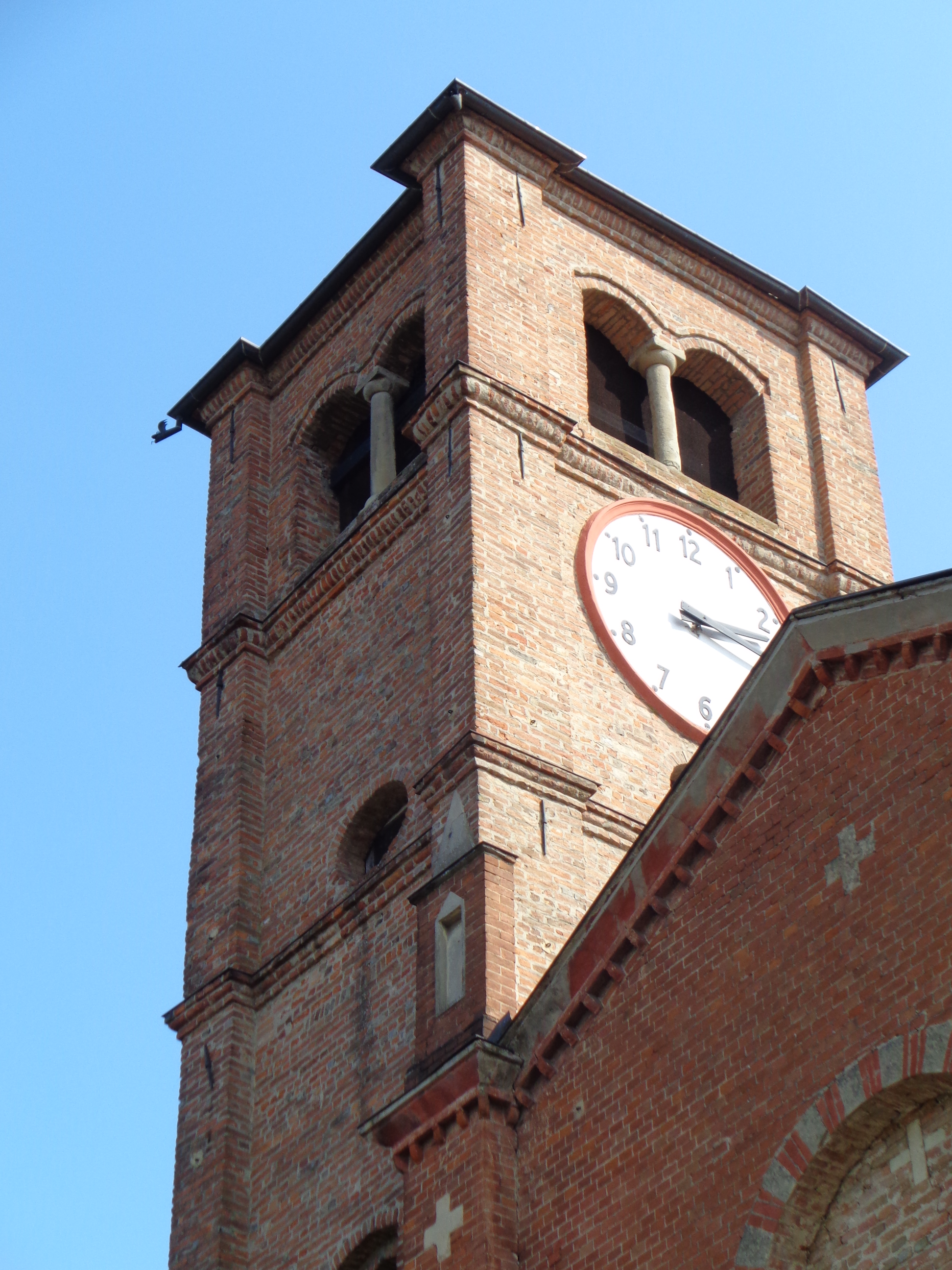
Дзвіниця церкви Санта-Марія і Сан-Дальмаццо
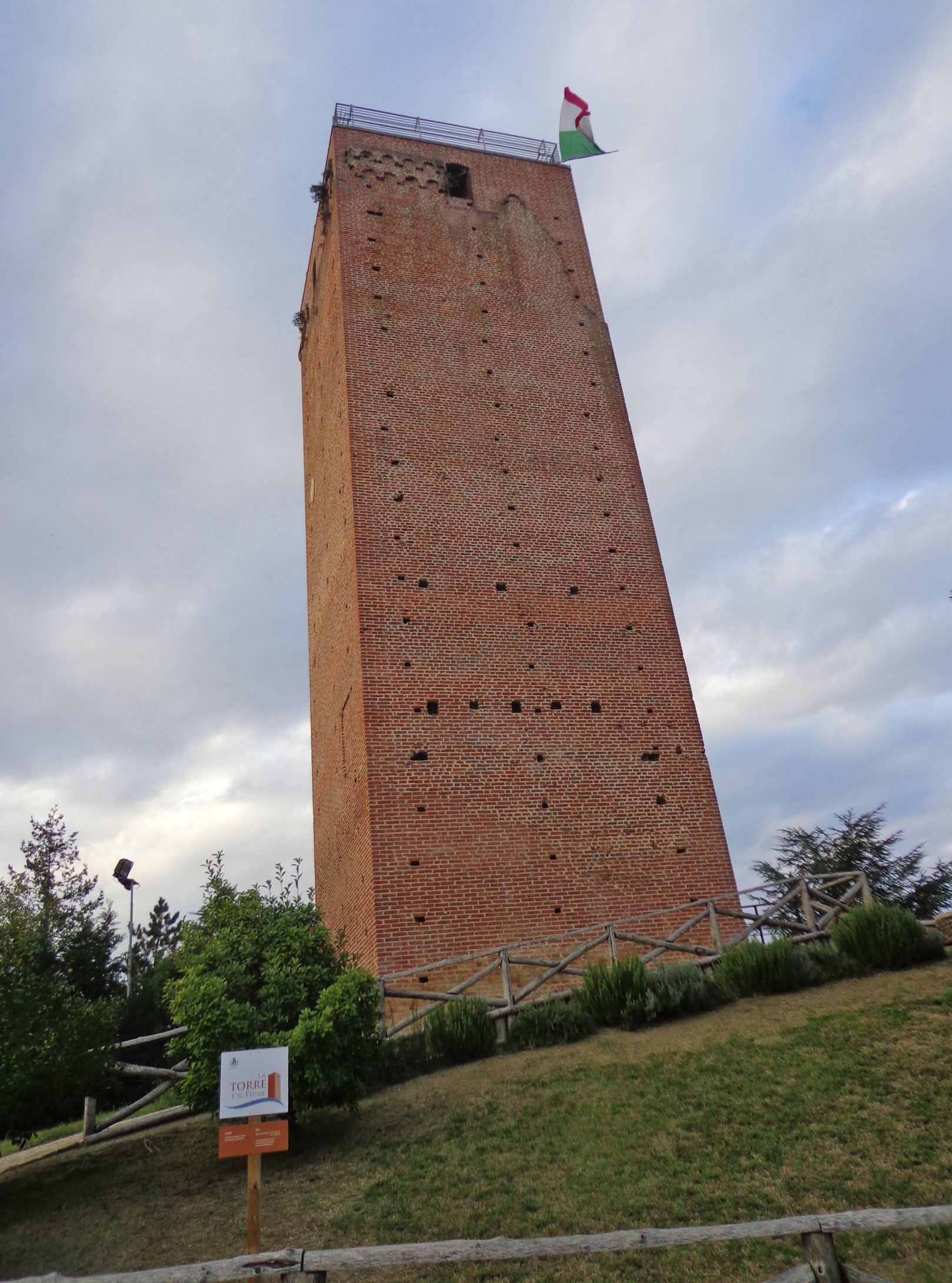
Середньовічна вежа